# Genoveva de Orleans
Genoveva de Orleans (en francés: Geneviève d'Orléans; Neuilly-sur-Seine, 21 de septiembre de 1901-Río de Janeiro, 22 de agosto de 1983) fue miembro de la Casa de Orleans, y miembro de una familia aristocrática francesa por matrimonio.

## Primeros años y matrimonio
Genoveva fue la tercera hija del príncipe Manuel de Orleans, duque de Vendôme, y de la princesa Enriqueta de Bélgica. Tenía dos hermanas mayores, María Luisa y Sofía, así como un hermano menor, Carlos Felipe. Sus primeros años transcurrieron en la residencias de sus padres en Francia, Bélgica y Suiza. Por parte paterna era nieta del príncipe Fernando de Orleans, duque de Alenzón, y de la duquesa Sofía Carlota en Baviera, hermana de la emperatriz Isabel de Austria, más conocida como Sissi, y por parte materna era nieta del príncipe Felipe de Bélgica, conde de Flandes, y de la princesa María de Hohenzollern-Sigmaringen, por lo tanto estaba emparentada con la familia real belga, ya que era sobrina del rey Alberto I.
Genoveva se casó poco antes de cumplir 22 años en la iglesia de San Pedro en Neuilly, el 2 de julio de 1923, con Antonio de Chaponay de 30 años, marqués de Chaponay-Morace, agregado de legación, hijo de Francisco Pedro de Chaponay y de Constanza Schneider.
De esta unión nacieron dos hijos:
- Henryana (Cannes, 8 de mayo de 1924-París, 9 de octubre de 2019), soltera y sin descendencia, presidenta de varias organizaciones y socialista.
- Pedro Manuel (París, 24 de enero de 1925-Golfo de México, 2 de octubre de 1943), murió en acción en la Segunda Guerra Mundial al estrellarse su avión. Soltero y sin descendencia.

## Vida posterior
Genoveva y su familia vivieron inicialmente en Francia, aunque poco después se establecieron en Tánger y luego en Rabat, en Marruecos, a comienzos de la Segunda Guerra Mundial. En 1941 enviaron a sus hijos a vivir con su tía, María Luisa, en Estados Unidos, no obstante, su hijo pronto en enroló en la Reserva Naval francesa con las Fuerzas Aliadas, muriendo en acción en un accidente poco después. Genoveva y su esposo se unirían a su hija poco después.
Viuda en 1956, Genoveva vivió sus últimos años en Brasil, donde murió en 1983.